# Heta
De heta (hoofdletter Ⱶ, onderkast ⱶ) is een verouderde letter uit het Griekse alfabet. De letter werd in de 4e eeuw v.Chr. in de Italiaanse koloniën Tarentum en Herakleia gebruikt om de klank /h/ weer te geven.